# Cussac (Cantal)
 Cussac  es una población y comuna francesa, situada en la región de Auvernia, departamento de Cantal, en el distrito de Saint-Flour y cantón de Saint-Flour-Sud.

## Personajes vinculados
El 29 de agosto de 1967, François, 13 años y Anne-Marie, su hermana de 9 años, habrían sido los testigos privilegiados de un encuentro con un ovni y sus ocupantes.

## Administración

### Alcaldes
- De marzo de 2001 a marzo de 2008: Jean-Pierre Brun.
- Desde marzo de 2008: Guy Michaud

## Demografía
| 282 | 236 | 203 | 175 | 160 | 135 |
| Para los censos de 1962 a 1999 la población legal corresponde a la población sin duplicidades (Fuente: INSEE [Consultar]) |     |     |     |     |     |

## Personajes vinculados
El 29 de agosto de 1967, François, 13 años y Anne-Marie, su hermana de 9 años, habrían sido los testigos privilegiados de un encuentro con un ovni y sus ocupantes.